# Київський інститут перекладачів
Київський Інститут перекладачів  

## Акредитація
Відповідно до листа Міністерства освіти і науки України № 1/9-616 від 28.11.2014 року «Щодо оптимізації мережі вищих навчальних закладів» цьому вищому навчальному закладу, а також 52 іншим вишам, запропоновано визначитись до завершення 2014/2015 навчального року стосовно доцільності подальшого функціонування або можливого об'єднання зусиль з іншими навчальними закладами через «очевидну невідповідність ліцензованим умовам». Акредитаційна комісія України має розглянути доцільність діяльності вишу до травня 2015 року.

## Засідання Акредитаційної комісії, протокол № 115
31 березня 2015 року під головуванням Міністра освіти і науки України Сергія Квіта відбулося чергове засідання Акредитаційної комісії.
  На засіданні розглянуті питання та ухвалені рішення щодо ліцензування напрямів підготовки (спеціальностей) у вищих навчальних закладах; підготовки до вступу у вищі навчальні заклади громадян України, іноземців та осіб без громадянства, підготовки (перепідготовки) іноземців та осіб без громадянства за напрямами (спеціальностями), післядипломної освіти (спеціалізації, розширення профілю (підвищення кваліфікації), акредитації напрямів (спеціальностей) у вищих навчальних закладах, продовження строку дії ліцензій та сертифікатів про акредитацію, зміни ліцензованих обсягів; питання щодо ліцензування та атестації у сфері професійно-технічної освіти.
Акредитаційною комісією на підставі листа Міністерства освіти і науки України від 28.11.2014 No 1/9-616 «Щодо оптимізації мережі вищих навчальних закладів» розглянуто питання доцільності діяльності низки вищих навчальних закладів, зважаючи на очевидну невідповідність їхньої освітньої діяльності ліцензійним умовам та подання в окремих випадках не переконливої інформації.
За результатами обговорення та за дозволом Кабінету Міністрів
України Державній інспекції навчальних закладів України доручено у місячний строк провести комплексну перевірку 33-х ВНЗ. За результатами перевірки буде розглянуто питання щодо припинення діяльності цих навчальних закладів (в тому числі і Товариства з обмеженою відповідальністю «Київський інститут перекладачів») після завершення 2014/15 навчального року.
РІШЕННЯ
АКРЕДИТАЦІЙНОЇ КОМІСІЇ 
від 31 березня 2015 року
Протокол № 115 (витяг)
23.2. Департаменту вищої освіти Міністерства освіти і науки України (Коровайченко Ю.М.), Управлінню ліцензування та акредитації (Шевцов А. Г.), взяти під контроль процеси припинення освітньої діяльності вищих навчальних закладів (структурних підрозділів вищих навчальних закладів) за пропозиціями засновників або за об’єктивними обставинами.
23.3. Звернутися до Міністра освіти і науки України Квіта С. М. з клопотанням дати, за дозволом Кабінету Міністрів України, доручення Державній інспекції навчальних закладів України до 01.07.2015 провести комплексну перевірку ряду вищих навчальних закладів, в тому числі і Товариства з обмеженою відповідальністю «Київський інститут перекладачів».